# Algarrobo (Chili)
Pour les articles homonymes, voir Algarrobo.
Algarrobo est une ville et une commune du Chili située dans la province de San Antonio, elle-même rattachée à la région de Valparaíso.

## Géographie
La ville est établie sur la côte de l'océan Pacifique, à 100 km à l'ouest de la capitale Santiago. Elle est le chef-lieu de la commune du même nom qui s'étend sur 176 km2.

### Urbanisme
Algarrobo est une station balnéaire très fréquentée en raison de la proximité de la capitale. Elle dispose de nombreuses plages le long de l'océan Pacifique. De grands ensembles immobiliers pour le tourisme ont été construits comme celui de San Alfonso del Mar qui dispose d'une des plus grandes piscines au monde.

## Histoire
Algarrobo acquiert le statut de commune en 1945. 

## Démographie
En 2016, sa population s'élevait à 10 217 habitants, pour une densité de 58 hab./km2.

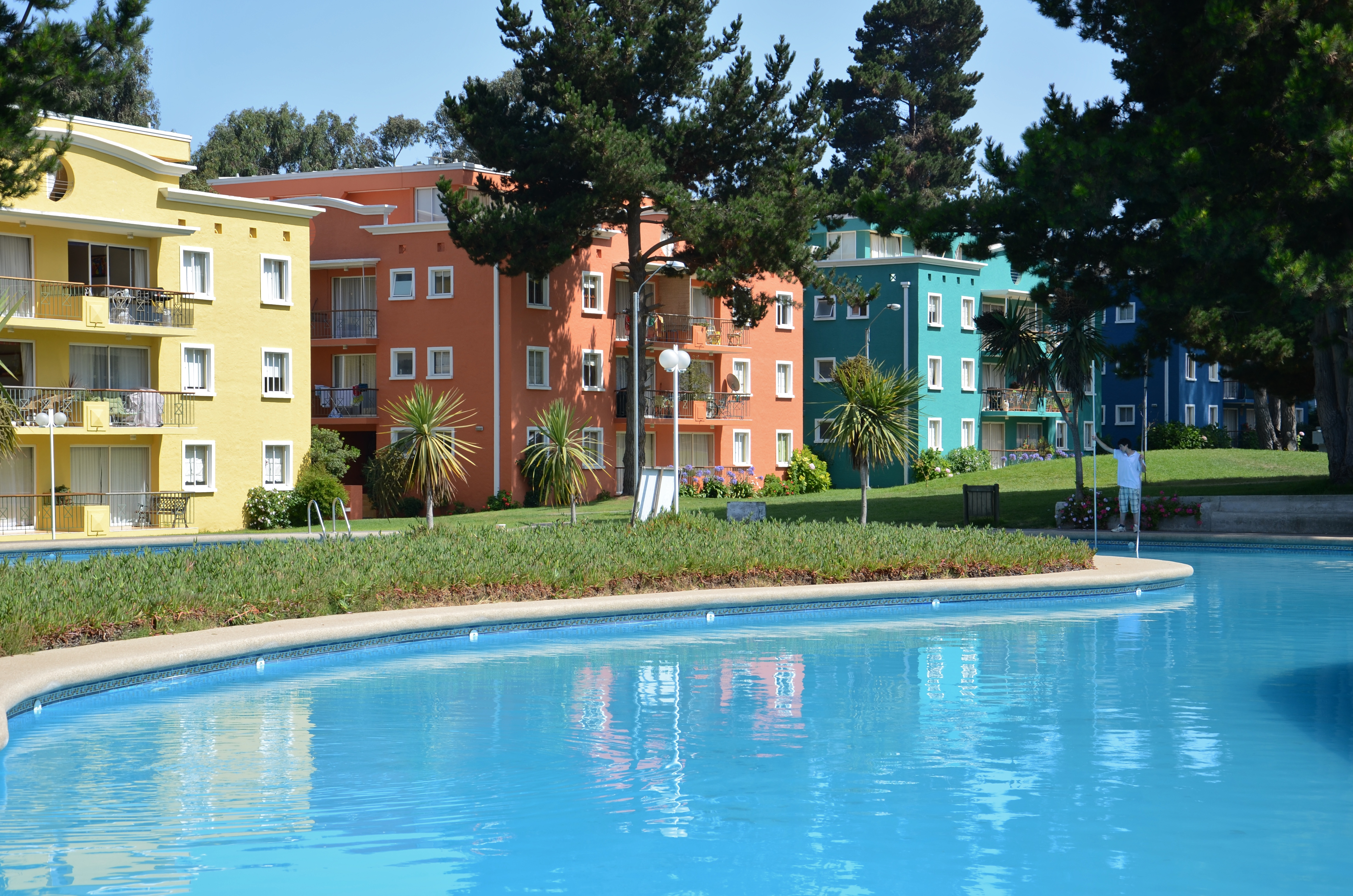
Quartier Mirador del Sol.

Position de Algarrobo (en rouge) au sein de la Région de Valparaíso.

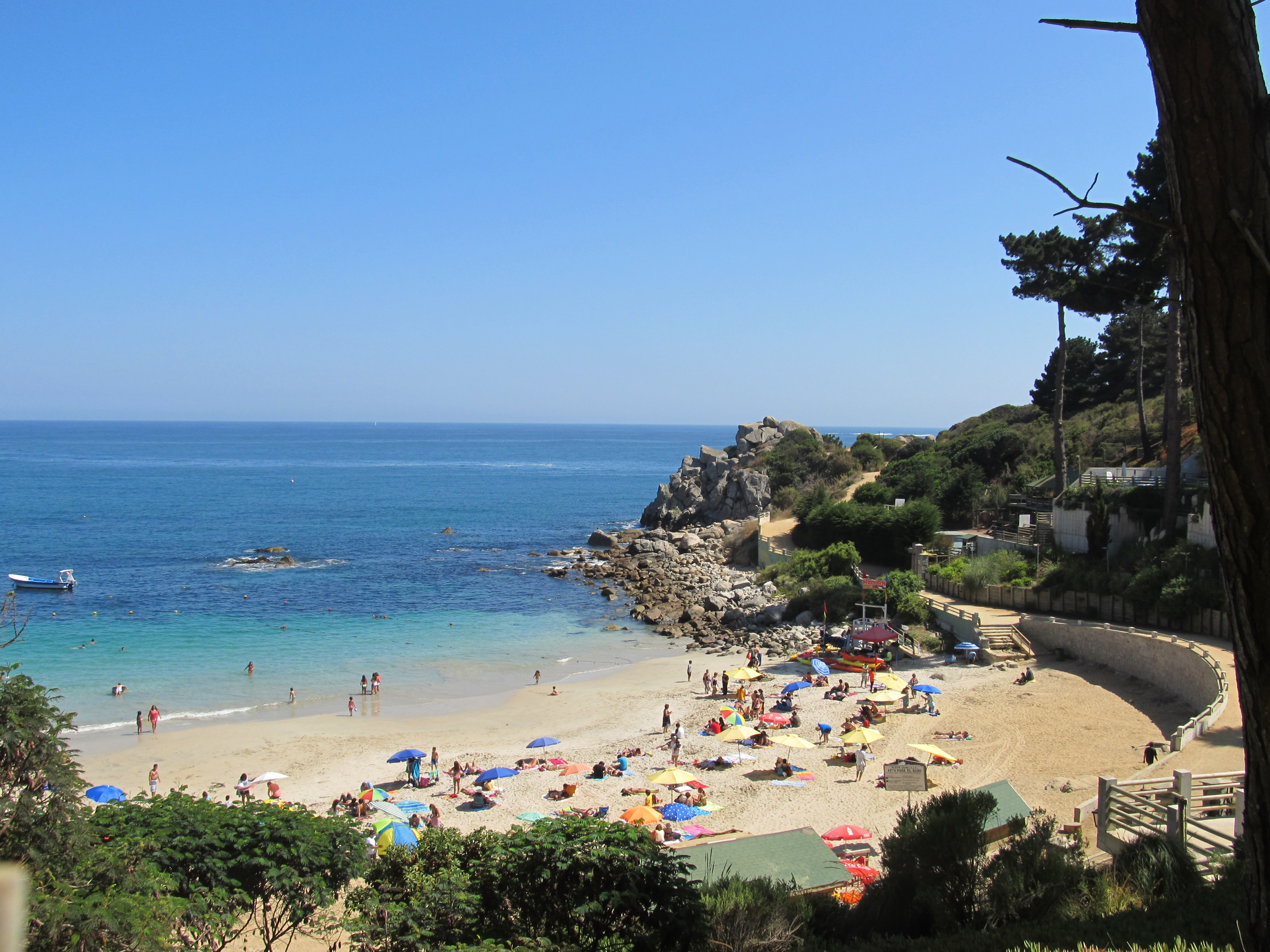
Plage d'El Canelillo.
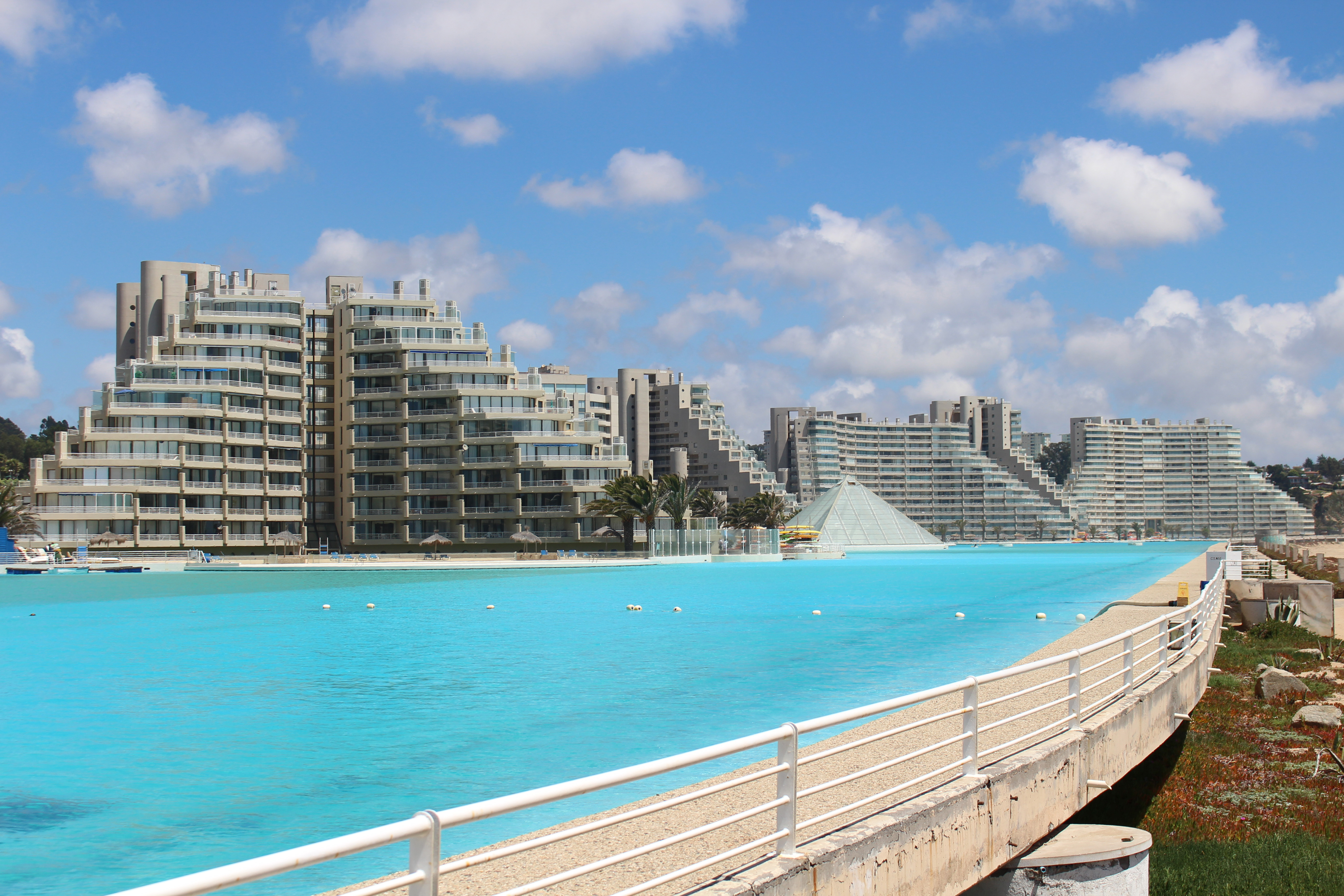
Vue de la piscine d'Algarrobo.